# Сорокский заказник
Сорокский заказник — государственный комплексный морской заказник в Беломорском районе Республики Карелии, особо охраняемая природная территория.

## Общие сведения
Заказник расположен к востоку от Беломорска, включает прибрежную часть Поморского берега и прилегающие участки акватории Белого моря с островами: Большой Жужмуй, Малый Жужмуй, Салма-Луды, Сумостров, Разостров, Седостров, Сосновый, Маникостров, Мягостров и группой малых островов.
Создан с целью сохранения и защиты уникальных мест массового скопления водоплавающих птиц на пролёте и гнездовании в Онежском заливе Белого моря. Заказник располагается на магистральной трассе Беломоро-Балтийского пролётного пути, в его акватории находятся крупнейшие стоянки птиц — гусей, лебедей, морских уток, куликов и других. Общая численность мигрирующих водоплавающих и околоводных птиц оценивается в сотни тысяч особей. В границах заказника зарегистрировано 189 видов пернатых.
Заказник учреждён постановлением Правительства Республики Карелии № 96 от 6 февраля 1996 года.